# Антар (сюита)
«Антар» — симфоническая сюита Николая Римского-Корсакова, написанная в 1868 году, с дальнейшими изменениями, которые композитор внес в 1875 и 1891 гг. Сначала Римский-Корсаков назвал эту работу Второй симфонией, но затем он пересмотрел своё мнение и назвал её симфонической сюитой (симфония, написанная после, осталась известна как Третья). Она была впервые исполнена в 1869 году на концерте Русского музыкального общества. Общемузыкальные веяния, заметные на «Антаре», пришли из глинкинского персидского хора и хора цветов, из «Hunnenschlacht» Листа и «Eine Faust-Ouverture» Вагнера. Помимо того, некоторые приемы «Чешской увертюры», «Тамары» Балакирева и влияние фраз «Уильяма Ратклиффа» прочувствуются в музыке «Антара». Триольная фигурация, сопровождающая тему «Антара», навеяна подобной фигурацией в финале «Рогнеды» Серова.